# Phytobia longipes
Phytobia longipes är en tvåvingeart som beskrevs av Mitsuhiro Sasakawa 1988. Phytobia longipes ingår i släktet Phytobia och familjen minerarflugor. Inga underarter finns listade i Catalogue of Life.